# Живей, а другите да умрат
„Живей, а другите да умрат“ е осмият филм от поредицата за Джеймс Бонд и първият с Роджър Мур в ролята на агент 007. Сценарият на филма е адаптиран по едноименната книга на Иън Флеминг от 1954 г.

## Сюжет
Внимание:  Текстът по-долу разкрива сюжета на произведението (или части от него)!
В САЩ и в малката островна държава от Карибския басейн Сан Моник са убити трима британски агенти. Разтревожен от това „М“ лично посещава агент 007 и изисква от Джеймс Бонд да проучи въпроса. Бонд веднага лети до Ню Йорк, и с помощта на приятеля си Феликс Лейтър започва разследване. Скоро става ясно, че зад всички убийствата е зловещата фигура на министър-председателя на Сан Моник — д-р Кананга (известен също като г-н Биг). Той официално ръководи не само малката държава, но също така е и най-големият наркобос в Карибския басейн.
Властта на Кананга сред чернокожите в южната част на САЩ е практически неограничена, неговите хиляди агенти са навсякъде, той знае всичко за всеки. Кананга изповядва култ вуду, като счита себе си за магьосник. В допълнение приятелката му – гадателката Солитер казва на Кананга правилните решения, като извършва гадаене чрез картите Таро.
Скоро Бонд успява да научи за големия план на Кананга. Злодеят планира да разпространява безплатно хероин в размер на един милиард долара, вкарвайки САЩ в бездната на глобалното пристрастяване. И тогава, когато наркоманите станат десетки хиляди, Кананга ще започне да продава наркотиците на огромна цена и в големи количества.
Джеймс Бонд, като се възползва от факта, че Солитер се влюбва в него, решава да спре Кананга. Но злодеят, след като научава за него, решава да използва цялата си власт, за да унищожи не само агент 007, но и невярната си приятелка…

## В ролите
| Актьор         | Роля                                                                                                   |
| -------------- | --- |
| Роджър Мур     | Джеймс Бонд                                                                                            |
| Яфет Кото      | д-р Кананга (м-р Биг), министър-председателят на Сан Моник, най-големият наркобарон в Карибския басейн |
| Джейн Сиймур   | Солитер, приятелката на д-р Кананга, гадателка                                                         |
| Бернард Ли     | „М“, шефът на МИ-6                                                                                     |
| Лоис Максвел   | мис Мънипени, секретарка на „М“                                                                        |
| Джулиъс Харис  | Тий Хи Джонсън, помощник на Кананга, наемен убиец с метална ръка                                       |
| Давид Хедисон  | Феликс Лейтър, агент на ЦРУ, приятел на Бонд                                                           |
| Глория Хендри  | Роузи Карвър, агент на ЦРУ в Сан Моник                                                                 |
| Джеймс Клифтон | Шериф Пипер от Луизиана                                                                                |
| Джефри Холдър  | барон Самеди, помощник на Кананга, вуду жрец                                                           |
| Рой Стюърт     | Куорел-младши, син на Куорел (Доктор Но), рибар, който помага на Бонд                                  |

## Музика на филма
Легендарният композитор на „бондиана“ Джон Бари не може да вземе участие във филма, така че производителите първо не са знаели, кой ще създаде музика. За написването на саундтрака са били отделени средства, но по-голямата част от бюджета за музика е предназначен за изпълнителя на заглавната песен, световноизвестният певец и музикант Пол Маккартни. За малката част от останалите пари е невъзможно да се наемат известни композитори, затова Залцман и Броколи се обръщат към Маккартни за помощ. Тогава Маккартни препоръчва музикалния си продуцент Джордж Мартин, който композира саундтрака на филма.
Маккартни композира заглавната песен заедно с първата си съпруга Линда и я изпълнява с групата си „Wings“ („Крила“). Песента има огромен успех за първите три седмици след появата си, като в класациите за музика във Великобритания песента достига 9-о място, а в САЩ — второ. В допълнение, песента е номинирана за „Оскар“ през 1974 г.
Известният в САЩ джазов духов оркестър „Олимпия“ от Ню Орлийнс също взема участие в снимките. В една сцена в началото на филма оркестърът свири марш на погребение, а след това, след убийството на британски агент, весела джаз музика. Дори ролята на убиец изиграва един от членовете на оркестъра, тромпетистът Алвин Алкорн.

## Интересни факти
- След филма „Диамантите са вечни“ Шон Конъри окончателно напуска официална „бондиана“ и продуцентите започват търсенето на актьор за ролята на агент 007. Създателите на филма се опитват да убедят Клинт Истууд, но той отказа, заявявайки, че Бонд трябва да се играе от англичанин. От многото британски актьори производители са избрали Майкъл Билингтън, но филмовата компания „United Artists“ все още предлага ролята на Бонд на американски актьор. Сред предложените кандидатури са били такива звезди като Бърт Рейнолдс, Пол Нюман и Робърт Редфорд. Въпреки това Албърт Броколи успява да убеди всички, че най-добрият нов агент 007 ще бъде британеца Роджър Мур. Мур на два пъти участва в кастинг за ролята на Бонд (преди снимките на филма „Доктор Но“ и „В тайна служба на Нейно Величество“), но не успява. И едва на третия път на Мур е поверена ролята на агент 007, въпреки че този път на „доверието“ към него е непълно. Майкъл Билингтън официално е „в резерв“ в случай, ако рейтингът на филма с Мур бъде нисък, и той трябва да се смени. Но това не се случва, „новият агент 007“ е толкова добре приет от публиката и критиците, че Мур става единственият актьор, който участва в максималния брой (седем поред) филми на „бондиана“.
- За да се направи филма по-малко сериозен, сценаристът Том Манкевич въвежда в сюжета малък второстепенен герой – Пипер, глупав и смешен шериф от Луизиана. Шерифът се опитва да помогне на агент 007, но по-скоро пречи на Бонд. Комиксовият герой се харесва на публиката и така той се появява и в следващия филм на „бондиана“ – „Мъжът със златния пистолет“.
- Това е първият филм на „бондиана“, където Феликс Лейтър е изигран от актьора Давид Хедисон. След 16 години, той отново играе агент на ЦРУ във филма „Упълномощен да убива“.
- По време на снимките в Харлем създателите на филма имат реални проблеми с местните престъпници. Бандитите искат такса за провеждане на снимките юи създателите на филма са били принудени да приемат техните условия. Когато парите свършват, екипът напуска Харлем, за да не се подлага на насилие от страна на престъпниците. Снимките продължават в друга част на Ню Йорк, в Манхатън.
- Сцената с преследването на лодките е заснет в Луизиана. Закупени са 26 лодки, от които 17 са били унищожени по време на снимките.
- В оригиналния сценарий ролята на Солитер се изпълнява от чернокожа жена, за която кандидатурата е на Даяна Рос. Въпреки това създателите на филма са решили да се придържат към оригиналната история и Солитер остава бяла жена. За ролята на гадателката е избрана Джейн Сиймур, сега известна в цял свят като д-р Куин Лечителката.